# Kevan George
Pour les articles homonymes, voir George.
Kevan George est un footballeur international trinidadien né le 30 janvier 1990 à Roxborough. Il joue au poste de milieu de terrain avec l'Independence de Charlotte en USL Championship.

## Biographie
Après ses quatre saisons de soccer universitaire en NCAA, Kevan George est repêché par le Crew de Columbus en 29e position lors de la MLS SuperDraft 2012.

## Palmarès
- Avec  Trinité-et-Tobago :
  - Finaliste de la Coupe caribéenne des nations en 2014
- Avec le  Crew SC de Columbus :
  - Finaliste de la Coupe MLS en 2015